# 亞洲滅亡語言列表
亞洲滅亡語言列表（List of extinct languages of Asia）為滅亡語言列表之一，列出的語言都是正快速衰落至語言死亡的進程中，或已經滅亡。這些滅亡或趨近滅亡的語言已經沒有人將其作為母語，也沒有人將其作為一般口語來使用。語言列表中之語言死亡的判定基準，是以該語言之最後一位作為母語的說話人死亡之日起算。

## 東亞

### 中國大陸
- 契丹語
- 于阗语（闐塞語與和闐語）
- 吐火罗语
- 女真語
- 象雄语
- 西夏语
- 古百越语
- 楚語
- 匈奴语
- 回鹘语
- 羯语
- 協和語

### 香港
- 香港手語

### 澳門
- 澳門土生葡語

### 臺灣
- 凱達格蘭語
  - 巴賽語
  - 雷朗語
  - 龜崙語
- 道卡斯語
- 巴宰語：潘金玉為最後一位精通此語言的耆老，已逝世。現有族人在復興語言，現況尚有十餘人可講巴宰語，但均非母語使用者。
- 巴布拉語
- 巴布薩語
  - 虎尾壟語（休眠中，尚待復振）
- 洪雅語
  - 阿立昆語
  - 羅亞語
- 大武壠語（休眠中，尚待復振）
- 西拉雅語（復振中）[1]
- 馬卡道語
- 猴猴語

### 日本列島
- 上代東國語
- 蝦夷語
- 樺太愛努語
- 千島愛努語

### 朝鲜半岛
- 高句麗語
- 扶餘語
- 伽倻语（半島日本語）
- 新罗语
- 百济语

## 東南亞

### 菲律賓
- Agta Dicamay
- Agta Villaviciosa
- Ayta Tayabas
- Katabaga
- Ermitaño creole

### 馬來西亞
- 克那博依语
- 威拉语
- Seru
- Lelak
- 萨宾语

### 印尼
- Hukumina
- Kamarian
- Tambora language

### 泰國
- Phi

### 緬甸
- 驃語
- 蓬語

### 越南
- 閩南語
- 客家話

## 中亞洲與北亞洲
- 斯基泰語言（不同於古奧塞梯語）
- 匈人语
- 可薩語
- 粟特语

### 西伯利亞
- Arin（英语：Arin language）
- 卡馬斯語
- Koibal（英语：Koibal language (Samoyedic)）
- 科特语
- 阿桑语（科特语发言）
- 馬托爾語
- Pumpokol（英语：Pumpokol language）
- Sireniki（英语：Sireniki Eskimo language）
- 尤克语
- 尤拉茨語

## 印度
- 阿豪姆語
- 安达曼语系
  - Aka-Bea
  - Aka-Bo
  - Aka-Cari
  - Aka-Jeru
  - Aka-Kede
  - Aka-Kol
  - Aka-Kora
  - Akar-Bale
  - Oko-Juwoi
- 阿尔维语（阿拉伯字母书写的泰米尔语）
- Labanki

## 斯里蘭卡
- 阿尔维语（阿拉伯字母书写的泰米尔语）
- Ceylon Portuguese
- Ceylon Dutch
- Kaffir

- 巴利语

## 近東

### 安那托利亞
- 安那托利亞語族
  - 卡里亞語
  - 赫梯語
  - Luwian
  - 吕基亚语
  - Lydian
  - Mysian
  - Palaic

- 加拉提亞語
- Hattian
- 弗里吉亚语
- Trojan
- Urartian

### 阿拉伯半島
- Hadramautic

- Himyarite
- Minaean
- Nabatean
- Qatabanian
- Sabaean

### 高加索
- 尤比克语

### 伊朗高原
- Azari
- 埃蘭語

### 累范特
- Ammonite

1. ↑  .   [2022-10-12]. （原始内容存档于2022-11-14）.